# 武内彰
武内 彰（たけうち あきら、1961年 - ）は、日本の教育者。白梅学園高等学校校長。東京都調布市出身。

## 人物
東京理科大学理学専攻科修了後、物理教諭として都立高校4校の教壇に立つ。40歳という異例の若さで都立大島南高校の教頭職に就き、都立西高校副校長、東京都東部学校経営支援センター学校経営支援主事、都立翔陽高校校長などを経て、2012年から2020年まで都立日比谷高校統括校長。2021年から現職。
石坂康倫に代わり都立日比谷高校の第27代校長就任後、同校は公立高校間での東京大学合格者数で全国トップの座に就く。その間、同高校の2016年の東大合格者数は53名、2017年には45名、2018年には48名（2017年、2018年の現役合格者数は33名で近年で最高を記録）を記録。2019年には40名、2020年には63名（現役合格者数は48名で近年最高記録を更新）を記録した。
「日比谷復活の立役者は良くも悪くも、99年から13年半にわたって都知事を務めた石原慎太郎氏、長澤直臣・第25代校長（01～09年）、武内彰・第27代校長（12～20年）の3人」と日比谷高関係者は述べている。
最難関校の一つ開成高校に合格しながら日比谷高校を選択する新入生も増加しているように、教育界、保護者、そして受験生の間でその動向が注目されている。
進学実績で凋落し"名門"の称号を奪われた日比谷だったが、同実績の復活の行程において独自の方針を掲げた。具体的には、データを活用した生徒全員の学力向上・早朝の補習授業・学校長と教師や生徒との面談の強化などで、様々な改革案を著書や講演等で主張している。
2016年から2020年まで東京都高体連のバドミントン専門部長も務めており、初任の高校から白梅学園高校に赴任した現在までの30数年間、管理職でありながらバドミントン部の顧問を続けている。

## 略歴
- 1987年 - 東京理科大学理学専攻科物理学専攻修了[7]
- 2012年 - 東京都立日比谷高等学校校長
- 2021年 - 白梅学園高等学校校長（東京都小平市）

## 著書
- 『学ぶ心に火をともす8つの教え 東大合格者数公立No.1!! 日比谷高校メソッド』マガジンハウス、2017年。
- 『日比谷高校の奇跡――堕ちた名門校はなぜ復活し、何を教えているのか』祥伝社新書、2017年。

## 共書
- 『たのしくわかる物理100時間〈上〉』日本評論社、2009年。
- 『たのしくわかる物理100時間〈下〉』日本評論社、2009年。
- 『物理なぜなぜ事典』日本評論社、2011年。

## 出演

### テレビ
- 世界一受けたい授業（日本テレビ、2017年12月16日）
- 探検バクモン（NHK、2019年1月16日）
- THE名門校 日本全国すごい学校名鑑（BSテレビ東京、2020年8月9日）

### ラジオ
- JAM THE WORLD（J-WAVE、2017年7月13日）
- 未来授業（TOKYO FM、2017年7月24日 - 2017年7月27日）